# Фридерика София фон Шварцбург-Рудолщат
Фридерика София Августа фон Шварцбург-Рудолщат (на немски: Friederike Sophie Augusta zu Schwarzburg-Rudolstadt; * 17 август 1745, Рудолщат; † 26 януари 1778, Рудолщат) от фамилията Шварцбурги, е принцеса от Шварцбург-Рудолщат и чрез женитба княгиня на Шварцбург-Рудолщат.

## Произход
Тя е голямата дъщеря на княз Йохан Фридрих фон Шварцбург-Рудолщат (1721 – 1777) и съпругата му Бернардина Кристиана фон Сакс-Ваймар-Айзенах (1724 – 1757), дъщеря на херцог Ернст Август I фон Саксония-Ваймар-Айзенах (1688 – 1748) и първата му съпруга принцеса Елеонора Вилхелмина фон Анхалт-Кьотен (1696 – 1726).

## Фамилия
Фридерика София се омъжва на 21 октомври 1763 г. в Шварцбург за братовчед си княз Фридрих Карл фон Шварцбург-Рудолщат (1736 – 1793), син на княз Лудвиг Гюнтер II фон Шварцбург-Рудолщат (1708 – 1790) и съпругата му София Хенриета графиня Ройс-Унтерграйц (1711 – 1771). Тя е първата му съпруга. Той има от дете душевни проблеми, събира и изследва предмети от натурата, които са основата на музея в Рудолщат. Те имат децата:
- Фридерика (1765 – 1767)
- Лудвиг Фридрих II (1767 – 1807), княз на Шварцбург-Рудолщат, женен на 21 юли 1791 г. за принцеса Каролина фон Хесен-Хомбург (1771 – 1854), дъщеря на ландграф Фридрих V Лудвиг
- Терезия София Хенриета (1770 – 1783)
- Карл Гюнтер (1771 – 1825), женен на 19 юни 1793 г. за принцеса Луиза Улрика фон Хесен-Хомбург (1772 – 1854), дъщеря на ландграф Фридрих V
- Вилхелмина Фридерика Каролина (1774 – 1854)[6], омъжена на 23 юни 1799 г. за княз Гюнтер Фридрих Карл I фон Шварцбург-Зондерсхаузен (1760 – 1837)
- Христиана Луиза (1775 – 1808), омъжена на 10 април 1796 г. за ландграф Ернст Константин фон Хесен-Филипстал (1771 – 1849)

Фридерика София умира на 32 години на 26 януари 1778 г. в Рудолщат. Нейният съпруг Фридрих Карл фон Шварцбург-Рудолщат се жени втори път на 28 ноември 1780 г. за херцогиня Августа Луиза фон Саксония-Гота-Алтенбург (1752 – 1805).